# Pierre Daignault
Pierre Daignault (* 25. März 1925 in Montreal; † 18. Dezember 2003 in Laval) war ein kanadischer Schauspieler, Folksänger und Schriftsteller.
Der Sohn des Schauspielers und Sängers Eugène Daignault debütierte im Alter von 14 Jahren als Schauspieler und Square-Dance-Caller. Zwanzigjährig gründete er eine Theatertruppe, mit der er eigene Stücke aufführte. 1947 trat er in der Folksendung Soirée de chez-nous des Rundfunks der CBC auf. Bei CKVL trat er mit Adrien Avon in der Sendung Swing la baquaise auf und beim Fernsehen von CFTM war er von 1961 bis 1974 Skriptwriter und Gastgeber der Sendungen Chez Isidore, Comme dans l'bon temps und À la Canadienne.
Daignault sammelte Lieder (Chansons à répondre), die er in zwei Bänden (Vive la compagnie, 1961, und À la Québécoise, 1973) veröffentlichte. Er nahm mehrere Alben und LPs bei RCA, Trans-Canada und Carnaval auf (u. a. Chansons à répondre, Paul Jones, Gigues et reels), wirkte in Hörspielreihen mit und hatte einige Filmrollen. Unter dem Pseudonym Pierre Saurel veröffentlichte er auch mehr als zweitausend Detektiv- und Spionagegeschichten, die zwischen 1947 und 1967 in 27 Millionen Exemplaren verkauft wurden. Jacques Godbout adaptierte 1971 die Abenteuer des Agenten IXE-13 für einen Film.